# Île du Bechet
L'île du Bechet est un îlot du Morbihan, dépendant administrativement de la commune de Pénestin.
Autrefois liée à la côte, elle est de nos jours uniquement accessible à marée basse.